# Adval Tech Holding
Die Adval Tech Holding AG mit Sitz in Niederwangen (Gemeinde Köniz bei Bern) ist ein international tätiges Schweizer Industrieunternehmen, das auf die Herstellung von Komponenten, Baugruppen und Module in den Technologiebereichen Stanzen und Umformen (Metall) sowie Spritzgiessen (Kunststoff) spezialisiert ist. Adval Tech betreibt neun Produktionswerke in acht Ländern (Schweiz, Deutschland, Ungarn, Mexiko, Brasilien, USA, China und Malaysia). Das Unternehmen ist an der Schweizer Börse SIX Swiss Exchange kotiert.

## Geschichte
Das Unternehmen wurde 1924 von Fritz Styner und Rudolf Bienz als kleine mechanische Werkstätte in Bümpliz (Bern) als  Kollektivgesellschaft Styner + Bienz gegründet. 1942 erfolgte die Umwandlung in eine Aktiengesellschaft.
1963 verlegte Styner + Bienz den Sitz nach Niederwangen und beschäftigt im neuen Fabrikgebäude rund 200 Mitarbeiter. Mit der Übernahme der 73 Mitarbeiter zählenden AWM Muri stieg Styner + Bienz in den Bereich Kunststoff-Spritzgiesstechnologie.
Im Zuge einer strategischen Neuausrichtung wurde das Unternehmen 1997 in Adval Tech umbenannt und 1998 mit einem IPO an die Börse gebracht. In der Folge expandierte das Unternehmen durch Gründung verschiedener Tochtergesellschaften und Firmenübernahmen ins Ausland.
2016 wurde die Formenbau-Sparte Foboha an die Barnes Group verkauft. Im gleichen Jahr übernahm Adval Tech die auf Metallkomponenten für die Automobilindustrie spezialisierte Fischer IMF GmbH in Endingen, Deutschland.